# سپیره
سپیره (به لاتین: Spera) یک منطقهٔ مسکونی در افغانستان است که در ولسوالی سپیره واقع شده‌است. سپیره ۱٬۷۹۰ متر بالاتر از سطح دریا واقع شده‌است.